# Caricea fuscitibia
Caricea fuscitibia är en tvåvingeart som först beskrevs av Ringdahl 1944.  Caricea fuscitibia ingår i släktet Caricea och familjen husflugor. Inga underarter finns listade i Catalogue of Life.